# Malbuisson
Malbuisson is een gemeente in het Franse departement Doubs (regio Bourgogne-Franche-Comté) en telt 500 inwoners (2004). De plaats maakt deel uit van het arrondissement Pontarlier.

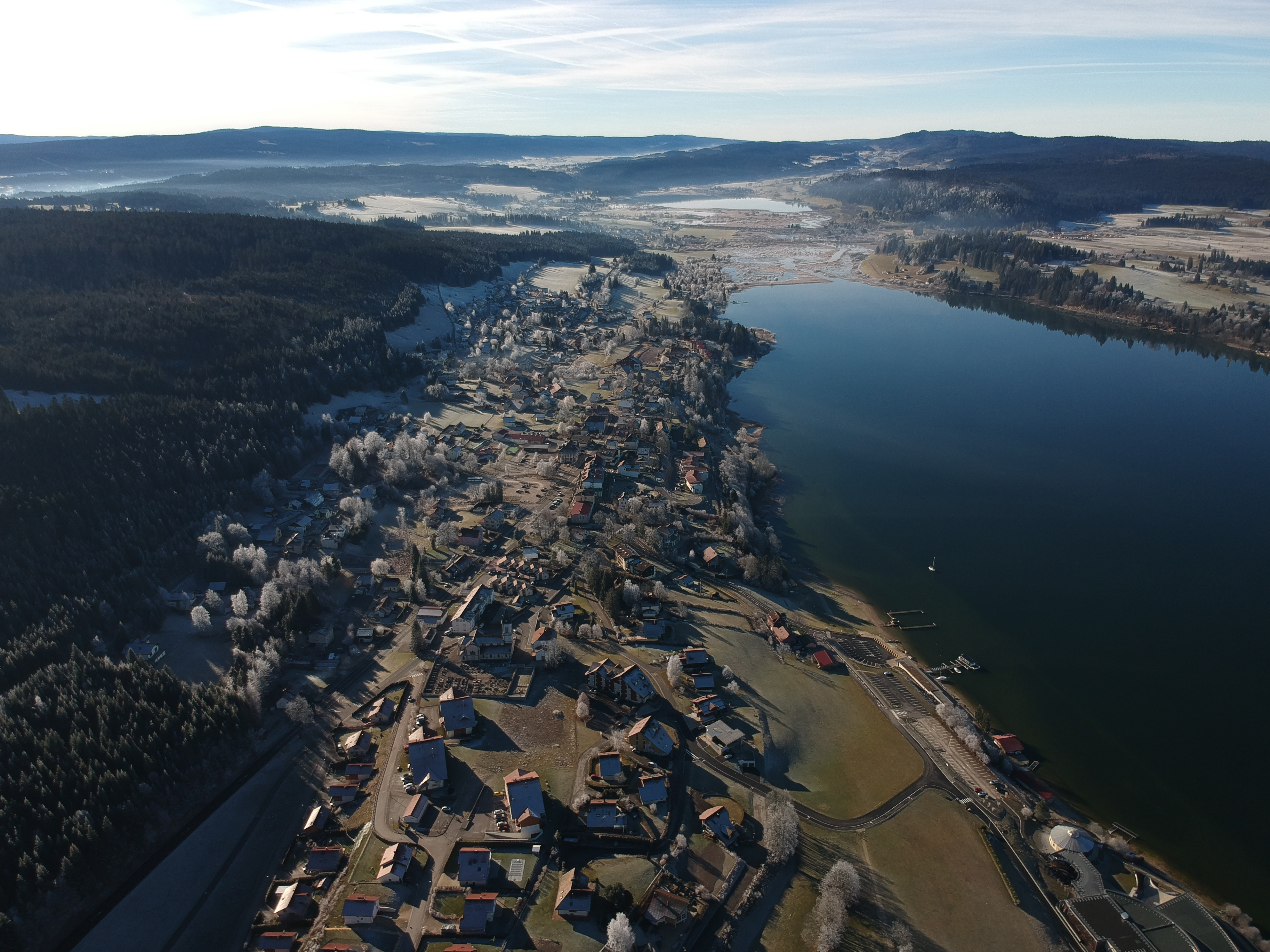
Luchtfoto van Malbuisson in het begin van de winter.

## Geografie
De oppervlakte van Malbuisson bedraagt 6,7 km², de bevolkingsdichtheid is 74,6 inwoners per km².

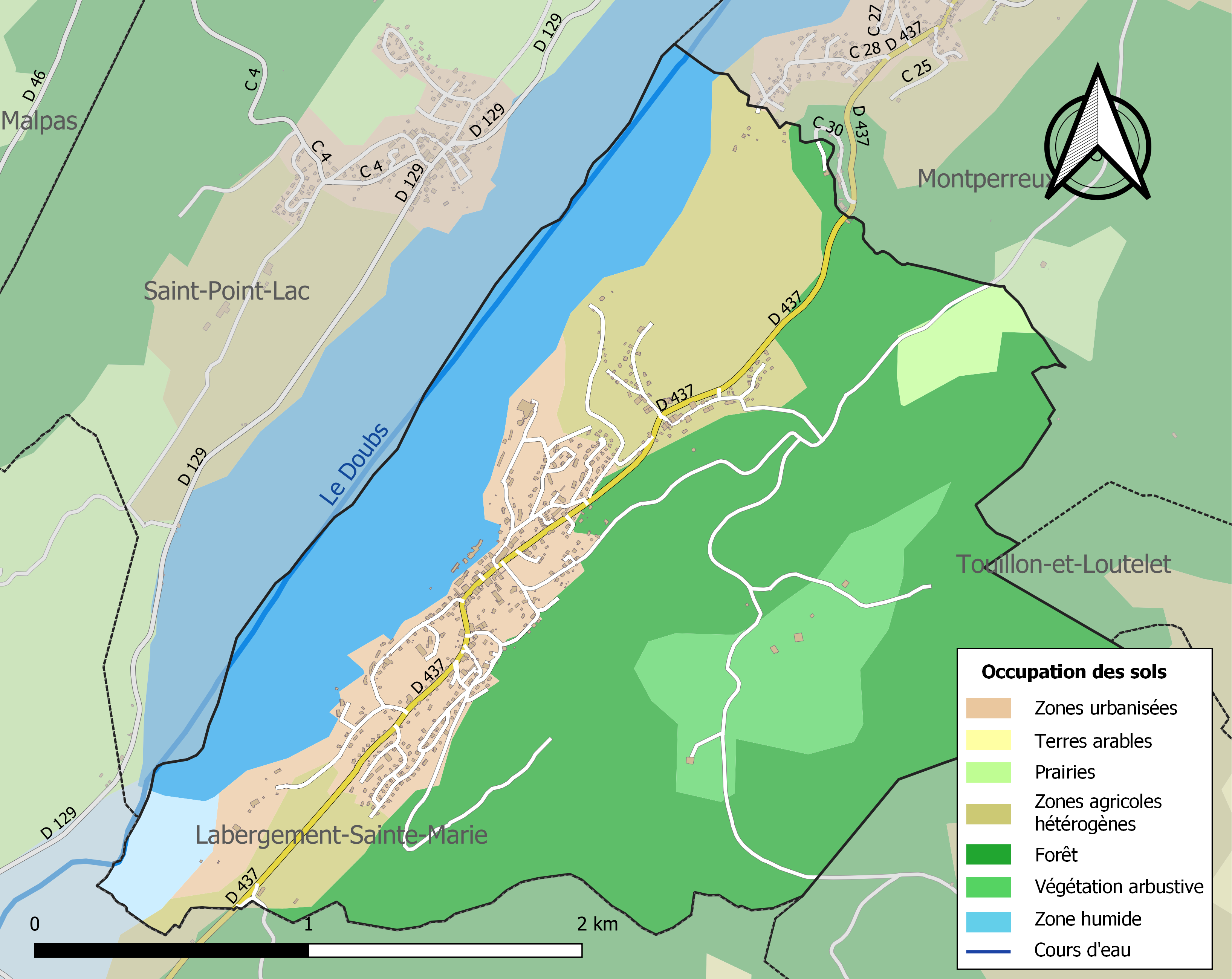
Kaart van de gemeente met de belangrijkste infrastructuur, bodemgebruik en omliggende gemeenten

## Demografie
Onderstaande figuur toont het verloop van het inwonertal (bron: INSEE-tellingen).